# Мукхья
Мукхья — основной индуистский канон Упанишад. К нему принадлежат 11 предположительно самых древних Упанишад. Их прокомментировал Шанкара и они принимаются как шрути всеми направлениями индуизма. Все Упанишады канона мукхья в свою очередь являются частью более объёмного канона муктика, состоящего из 108 Упанишад. В буквальном переводе с санскрита, мукхья означает «основной», «главный», «выдающийся».

## Список
В списке также указывается Веда, в состав которой они входят:
1. Айтарея-упанишада (Ригведа)
2. Брихадараньяка-упанишада (Яджурведа)
3. Иша-упанишада (Яджурведа)
4. Тайттирия-упанишада (Яджурведа)
5. Катха-упанишада (Яджурведа)
6. Шветашватара-упанишада (Яджурведа)
7. Чхандогья-упанишада (Самаведа)
8. Кена-упанишада (Самаведа)
9. Мундака-упанишада (Атхарваведа)
10. Мандукья-упанишада (Атхарваведа)
11. Прашна-упанишада (Атхарваведа)

Часто в канон мукхья включается также «Каушитаки-упанишада» и «Майтри» или «Майтраяния-упанишада». По мнению учёных, эти Упанишады также являются одними из самых древних. Основываясь на лингвистических особенностях, учёные полагают, что первыми были составлены «Брихадараньяка-упанишада» и «Чхандогья-упанишада», относящиеся к периоду позднего ведийского санскрита; остальные были написаны в эпоху перехода от ведийского к классическому санскриту, а некоторые — даже позднее, в период Маурьев.